# اولگ گریگوریف
اولگ گریگوریف (روسی: Олег Георгиевич Григорьев؛ زادهٔ ۲۵ دسامبر ۱۹۳۷) بوکسور اهل اتحاد جماهیر شوروی سوسیالیستی بود.
وی در مسابقات کشوری و بین‌المللی در مجموع برندهٔ ۴ مدال طلا، ۱ مدال نقره شده‌است.